# Ивановское (на реке Молокша)
В том же сельском округе есть ещё одна деревня Ивановское (на реке Юхоть)
Ивановское — деревня в Марковском сельском округе Большесельского сельского поселения Большесельского района Ярославской области. Расположена на реке Молокша. Код ОКАТО — 78203855015.

## Население
По данным статистического сборника «Сельские населенные пункты Ярославской области на 1 января 2007 года», в деревне Ивановское не числится постоянных жителей.[уточнить]  По топокарте на 1973 год в деревне проживало 3 человека .

## География
Деревня расположена в 7 км к югу от районного центра Большое село, на правом восточном берегу реки Молокша, левого притока Юхоти. Река Молокша протекает в глубокой долине, деревни по её берегам стоят на возвышенности, над долиной. Напротив Ивановского на левом берегу стоит Тяжино. Ниже по течению, к северу, на противоположном левом берегу стоит Желудьево. Через Ивановское по правому берегу Молокши проходит дорога из Большого Села к Высоково ,.